# عزة فؤاد شاكر
عزة فؤاد إسماعيل شاكر (1946 - 2011) شاعرة وإذاعية سعودية في بداية افتتاح الإذاعة السعودية في ثمانينيات وتسعينيات القرن الهجري الماضي. وهي ابنة الصحفي والشاعر والأديب السعودي فؤاد إسماعيل شاكر.

## نشأتها
ولدت في عام 1365 هـ الموافق لعام 1946 في مكة المكرمة ودرست في مدارسها وحصلت على درجة البكالوريوس في الفلسفة و علم النفس من الجامعة الدولية في روما.

## مسيرتها العملية
التحقت بالعمل في الإذاعة السعودية منذ تأسيسها ، وعملت أيضاً مفتشة للمؤسسات الخيرية النسائية في مدينة الرياض.
شاركت بالكتابة في الصحف والمجلات السعودية والعربية ، وكانت عضوة بالجمعية الخيرية النسائية بالرياض.

## دواوينها الشعرية
- ديوان شعر بعنوان أشرعة الليل.

## وفاتها
توفيت بعد معاناة مع المرض في فجر يوم الإثنين 22 أغسطس عام 2011 الموافق 22 رمضان 1432 هـ عن عمر يناهز 67 عام.